# Le Tourbillon de Paris
Pour film de 1939, voir Tourbillon de Paris.
Pour les articles homonymes, voir Tourbillon.
Pour plus de détails, voir Fiche technique et Distribution.
Le Tourbillon de Paris est un film français réalisé par Julien Duvivier et sorti en 1928.

## Synopsis
Lady Abenston, femme d'un riche Anglais, a quitté son mari pour satisfaire son désir de faire du théâtre. Elle a réussi et est devenue une grande cantatrice, mais du sommet de la gloire elle a compris le vide de son existence. Son amour brisé et prise de remords, elle s'est retirée dans sa famille, dans une bourgade inaccessible au milieu des Alpes.
Un jour, cependant, elle reçoit la visite de son mari qui a fini par découvrir sa retraite et qui lui pardonne. Au moment de repartir avec lui, elle rencontre un homme également à sa recherche et qui fut pour elle, pendant sa vie d'actrice, un ami dévoué. Cet homme lui rappelle ses succès encore présents dans toutes les mémoires et évoque sa carrière triomphale.
De passage à Paris, elle se rend avec son mari dans un restaurant a la mode où la plupart des convives la reconnaissent et la prient de chanter. Elle se laisse tenter et les applaudissements qui l'accueillent réveillent en elle sa«passion artistique. Un critique la presse de reprendre sa carrière et lui assure une brillante rentrée.
Pour la seconde fois, Lady Abenston abandonne son mari. Le critique, éconduit dans les faveurs de la prima-donna, ourdit un complot de vengeance. D'autre part, son ami, à qui Lord Abenston a confié ses peines, monte une cabale contre la cantatrice et lors de la première elle défaille en scène. Le'régisseur la supplie de réagir pour les humbles venus pour l'entendre par un sursaut d'énergie, elle triomphe malgré l'hostilité d'une partie de la salle. Mais cette pénible épreuve lui a révélé la fragilité de sa gloire et délaissant la scène, pour toujours cette fois, elle retourne en Angleterre où son mari, qui l'aime pardessus tout, l'accueillera tendrement.

## Fiche technique
- Titre : Le Tourbillon de Paris
- Réalisation : Julien Duvivier, assisté d'André Berthomieu
- Scénario : Julien Duvivier d'après le roman La Sarrazine de Germaine Acremant
- Montage : Marthe Poncin
- Société de production : Vandal & Delac
- Pays de production :  France
- Langue : film muet avec les intertitres en français
- Format : Noir et blanc — 35 mm — 1,33:1 — Muet
- Genre : Comédie dramatique
- Durée : 100 minutes (1 h 40)
- Date de sortie : 
  - France : 30 mars 1928

## Distribution
- Lil Dagover : Lady Amiscia Abenston
- Léon Bary : Jean Chaluste
- Gaston Jacquet : Lord Abenston
- Gina Barbieri : la mère
- Hubert Daix : l'aubergiste
- René Lefèvre : Faverger
- Léonce Cargue : le directeur
- Raymond Narlay : l'auteur
- Antoine Stacquet : le régisseur
- Jane Dolys : l'habilleuse
- Jean Diener
- Les sœurs Irvin : exécutent un numéro de danses

## Critiques
Dans ce film Duvivier utilise de nombreux effets de surimpressions, de flous, de montages courts. 
Pour  L’écho de Paris, le réalisateur abuse des « effets de " technique " pure », mais pour Cinémagazine, ces « recherches de techniques viennent à point, sont justifiées par les besoins de l’action ».
Pour le magazine Les Spectacles, « Julien Duvivier, qui a mis en scène ce drame bien charpenté, sous la direction artistique de Vandal, a superbement reflété toute la psychologie du caractère de Lady Abenston. Cette vie douloureuse a été tracée de main de maître au  milieu de décors et d'extérieurs superbes. À remarquer parmi les tableaux les plus saillants la longue randonnée de l'ami à cheval dans la tempête de neige, la visite de Lady Abenston chez son mari, le numéro de danses exécuté par les soeurs Irvin, la représentation interrompue au théâtre, enfin le retour que jouent trois artistes de valeur dont les noms sont synonymies de succès : Gaston Jacquet, Léon Bary, Lil Dagover. La photo est excellente et René Guichard a su très exactement choisir ses angles. ».